# Иполит Бернхайм
Иполит Бернхайм (на френски: Hippolyte Bernheim) е френски лекар и невролог.

## Научна дейност
Бернхайм е убеден в използването на хипнозата от А. А. Лиебо, когато последният „излекувал“ пациент, страдащ от ишиас, след като Бернхайм не успява да го направи. Фактически и Бернхайм, и Лиебо следват теорията на Джеймс Брейд, че хипнозата всъщност не е нищо повече от внушение. Бернхайм и Лиебо са убедени, че хипнозата като терапевтично средство може да се използва при хора, които не са хистерични. Фактът обаче, че хипнозата е имала успех, причинява някои угризения у Бернхайм, след като той осъзнава, че волята на човека не винаги е свободна. Това означава, че когато човек е подложен на хипноза, ако се сугестират неговите нагласи и убеждения, те могат да се приемат безкритично от пациента и той ще изгражда поведението си в съответствие с тях.